# Софиевский сельсовет
Софиевский сельсовет — сельское поселение в Пономарёвском районе Оренбургской области Российской Федерации.
Административный центр — село Софиевка.

## История
9 марта 2005 года в соответствии с законом Оренбургской области № 1909/346-III-ОЗ образовано сельское поселение Софиевский сельсовет, установлены границы муниципального образования.

## Население
| 2010  | 2012  | 2013  | 2014  | 2015  | 2016  | 2017  |
| ----- | ----- | ----- | ----- | ----- | ----- | ----- |
| 1597  | ↘1556 | ↗1558 | ↘1547 | ↘1535 | ↘1514 | ↘1489 |
| 2018  | 2019  | 2020  | 2021  |       |       |       |
| ↘1486 | ↘1451 | ↘1440 | ↘1431 |       |       |       |

## Состав сельского поселения
| № | Населённый пункт | Тип населённого пункта       | Население |
| - | ---------------- | ---------------------------- | --------- |
| 1 | Софиевка         | село, административный центр | ↘1431     |